# سلطاني (أرومية)
سلطاني هي قرية في مقاطعة أرومية، إيران. يقدر عدد سكانها بـ 335 نسمة بحسب إحصاء 2016.